# Ardovo
Ardovo (ungarisch Pelsőcardó oder Ardó) ist eine Gemeinde im Osten der Slowakei mit 144 Einwohnern (Stand 31. Dezember 2024), die zum Okres Rožňava, einem Kreis des Košický kraj, gehört.

## Geographie
Die Gemeinde befindet sich am Rande des Karstplateaus Silická planina innerhalb des Slowakischen Karsts. Durch Ardovo fließt ein kleiner Bach. Das Gemeindegebiet ist hügelig mit zerstreuten Waldflächen; südlich des Hauptortes liegt der Eingang in die Höhle Ardovská jaskyňa. Das Ortszentrum liegt auf einer Höhe von 277 m n.m. und ist 22 Kilometer von Rožňava entfernt.
Nachbargemeinden sind Plešivec im Westen und Norden, Silická Brezová im Osten, Dlhá Ves im Süden und Bohúňovo im Südwesten.

## Geschichte

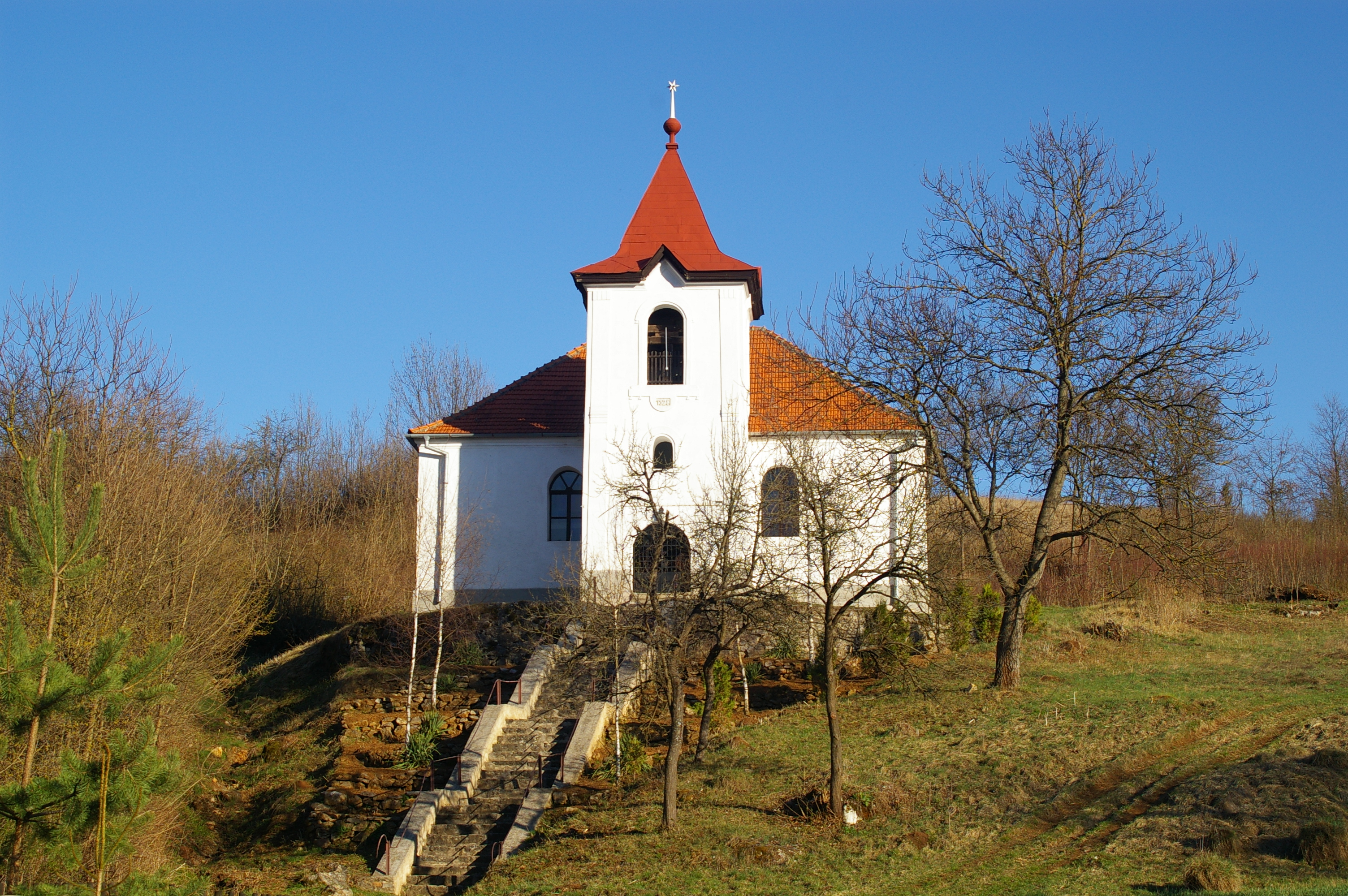
Evangelische Kirche in Ardovo

Auf dem heutigen Gemeindegebiet gab es in der Jungsteinzeit eine Siedlung der Bükk-Kultur, später Siedlungen der Piliny-Kultur sowie der Puchauer Kultur.
Ardovo wurde zum ersten Mal 1243 als Erdes schriftlich erwähnt und entwickelte sich aus einer älteren, durch königliche Heger gegründeten Siedlung. Im selben Jahr war das Dorf Besitz des Geschlechts Bebek, wie auch im Jahr 1427, als es im Ort 31 Porta gab. Im Mittelalter befand sich ein Bleibergwerk im Gemeindegebiet. Ab der Mitte des 16. Jahrhunderts war die Ortschaft gegenüber den Türken tributpflichtig, 1682 wurde sie durch ein Heer so stark verwüstet, dass die Siedlung bis 1740 menschenleer blieb. 1828 zählte man 30 Häuser und 254 Einwohner, deren Haupteinnahmequellen Köhlerei und Schafhaltung waren.
Bis 1918/1919 gehörte der im Komitat Gemer und Kleinhont liegende Ort zum Königreich Ungarn und kam danach zur Tschechoslowakei beziehungsweise heute Slowakei. 1938 bis 1945 war er auf Grund des Ersten Wiener Schiedsspruchs noch einmal Teil Ungarns.

## Bevölkerung
| Jahr                | 1994 | 2004    | 2014    | 2024     |
| ------------------- | ---- | ------- | ------- | -------- |
| Anzahl der Personen | 174  | 180     | 169     | 144      |
| Unterschied         |      | +3,44 % | −6,11 % | −14,79 % |

| Jahr                | 2023 | 2024    |
| ------------------- | ---- | ------- |
| Anzahl der Personen | 147  | 144     |
| Unterschied         |      | −2,04 % |

Nach der Volkszählung 2011 wohnten in Ardovo 159 Einwohner, davon 94 Magyaren und 65 Slowaken.
57 Einwohner bekannten sich zur Evangelischen Kirche A. B., 22 Einwohner zur römisch-katholischen Kirche, 19 Einwohner zur reformierten Kirche und acht Einwohner zur evangelisch-methodistischen Kirche. 50 Einwohner waren konfessionslos und bei drei Einwohnern wurde die Konfession nicht ermittelt.

## Baudenkmäler
- Evangelische Toleranzkirche aus dem Jahr 1788, der Turm wurde erst 1928 hinzugebaut